# Écobuage
Cet article possède un paronyme, voir Brûlage.
 (octobre 2022).
Si vous disposez d'ouvrages ou d'articles de référence ou si vous connaissez des sites web de qualité traitant du thème abordé ici, merci de compléter l'article en donnant les références utiles à sa vérifiabilité et en les liant à la section « Notes et références ».
L'écobuage ou brûlage dirigé est une pratique agricole ancestrale et, dans son acception première, une technique de préparation d'un espace avant sa mise en culture et un outil de défrichement définitif réalisé sous forme de brûlage. Conduite sur des écosystèmes forestiers dégradés (landes, maquis, garrigue), des prairies ou des pâtures, cette technique qui repose sur une rotation de 10 à 20 ans, consiste à retourner des mottes de terre et de végétation (étrépage), à les laisser sécher puis de les brûler. Le brûlage contrôlé, ou dirigé, par un feu couvert permet de minéraliser la matière organique du sol et d'épandre les cendres produites sur place. Cette pratique apporte des éléments minéraux nutritifs à des sols de piètre valeur agricole et les fertilise.
Cette pratique, coûteuse en temps et en main-d'œuvre, a progressivement disparu dans les pays développés au profit du brûlage direct des végétaux sur pied (qui nécessite que le milieu soit sec ou que l'on utilise un carburant de type essence) et surtout de la chimie des engrais. Quand elle est pratiquée dans le cadre du pastoralisme, elle est dénommée brûlage pastoral (ou improprement écobuage). Elle est encore pratiquée dans les pays en développement où son effet de fertilisation est limité (stérilisation du sol, notamment en détruisant la faune du sol et les champignons mycorhiziens) mais permet d'éliminer durablement les adventices, les parasites et les plantes ligneuses. 
Cette acception première a laissé place à une définition plus extensive, l'usage de ce terme s'appliquant à toute sorte d'usage du feu courant mais contrôlé (technique différente du feu couvert) en sylviculture et en agriculture (en particulier les pratiques d'essartage). Les géographes et agronomes africanistes l'utilisent encore aujourd'hui pour désigner la mise en culture après brûlage de déchets végétaux, branches, basée sur une rotation plus rapide.

## Confusion entre écobuage et brûlis
L'écobuage est souvent confondu, dans sa technique, avec le brûlis dont la finalité générale est identique : le brûlage. 
Alors que l'écobuage soumet la croûte superficielle du sol, racines comprises, à l'épreuve du feu après arrachage et séchage, le brûlis, quant à lui, soumet au feu seulement la partie aérienne de la végétation, après séchage précédé d'un éventuel débroussaillement.

## Sémantique
Le mot écobuage vient « du poitevin gobuis, terre pelée, du gaulois gobbo, morceau ». Originellement, le terme désigne un travail du sol associant un arrachage de la végétation (strate herbacée) et de la couche superficielle de l'humus (étrépage) au moyen d'une « écobue », outil tranchant proche de la pelle et de la houe, à l'incinération (autrefois en petits tas ou en piles de mottes) de ces éléments, suivi d'un épandage des cendres sur le terrain, afin de l'enrichir en éléments nutritifs. 

## Histoire
Xénophon décrit déjà vers 350 av. J.-C. de la technique d'écobuage, au chapitre XVIII de l’Économique, comme suit : le chaume, laissé sur la terre, fertilise si on le brûle ; si on le jette au fumier, il augmente la masse d’engrais.
Aux époques où les jachères permettaient le repos du sol après un cycle de cultures, ou quand il fallait convertir un pâturage ou une friche en champs, l'écobuage était un moyen de défricher (une friche ou jachère, un Essart commençant à se reboiser...) pour ensuite effectuer un semis efficace, de même dans les systèmes temporaires de cultures (sur tourbières asséchées ou sur landes pauvres et acides par exemple) ;
En 1762, Duhamel du Monceau le décrit comme une succession d'opérations s'effectuant autour du brûlage en fourneaux des mottes. L'écobuage était en partie un analogue du déchaumage et une charrue-ratissoire (équivalent d'une bêche traînée) pouvait être utilisée pour cette partie du travail. À la différence de l'essartage il s'agit d'un travail du sol, mais pas en profondeur (pas de labour nécessaire).
Les outils traditionnels étaient utilisés à la main, de type pelle à tourbe, houes destinés à trancher et lever des mottes avec plantes et racines. On a aussi utilisé des bêches poussées (ex : « breast-plough à oreillette verticale et long manche, typique des îles britanniques ». 
Dans certaines zones de savane en Afrique, une pratique proche est le ‘Maala’, qui consiste  « à former, en début de saison sèche, des andains avec les herbes de savane (Hyparrhenia diplandra) qui sont recouverts de terre, puis brûlés avant l'installation  de cultures associées de façon sélective sur les billons écobués et entre les billons » ; selon une étude publiée en 1998, dans la région du Niari (Congo) où les sols sont ferrallitiques et acides, ce système impose un travail important et pénible aux paysans locaux, mais  - « sans apport d’engrais ni d’amendements et ni transfert de fertilité à l’échelle locale »  - il se montre « beaucoup plus productif que le simple système de culture sur brûlis et se trouve aussi plus performant que les systèmes intensifs modernes qui ont été expérimentés dans la région et ne se sont pas avérés durables ».
À partir des années 1850 des charrues ont été adaptées à cette activité ; dotée d'un coutre circulaire (fen-plough des sols tourbeux en Grande-Bretagne), ou d'un râteau scarificateur, ou d'un soc-bêche associé à un coutre vertical sans versoir. 
Une hypothèse est que la première charrue pourrait avoir été inventée pour faciliter l'écobuage, au début de notre ère, plutôt que pour retourner le sol.

## Intérêts de la technique
Cette technique offre de multiples intérêts :
- elle permet d'éliminer les broussailles et les résidus végétaux secs qui occupent l'espace et ralentissent le démarrage des plantes herbacées au printemps ;
- les cendres générées ont un effet fertilisant ;
- il s'agit souvent de la seule méthode économiquement acceptable d'entretien des espaces pastoraux en terrain accidenté ;
- c'est une méthode efficace de diminution de la biomasse disponible en été lors des incendies ;
- les études existantes indiquent que, bien dosé, l'écobuage a un effet relativement neutre sur les sols, la faune et la flore. Dans certains cas, l'effet peut même être positif notamment par la réouverture des milieux qui contribue à la biodiversité.

## Principaux risques

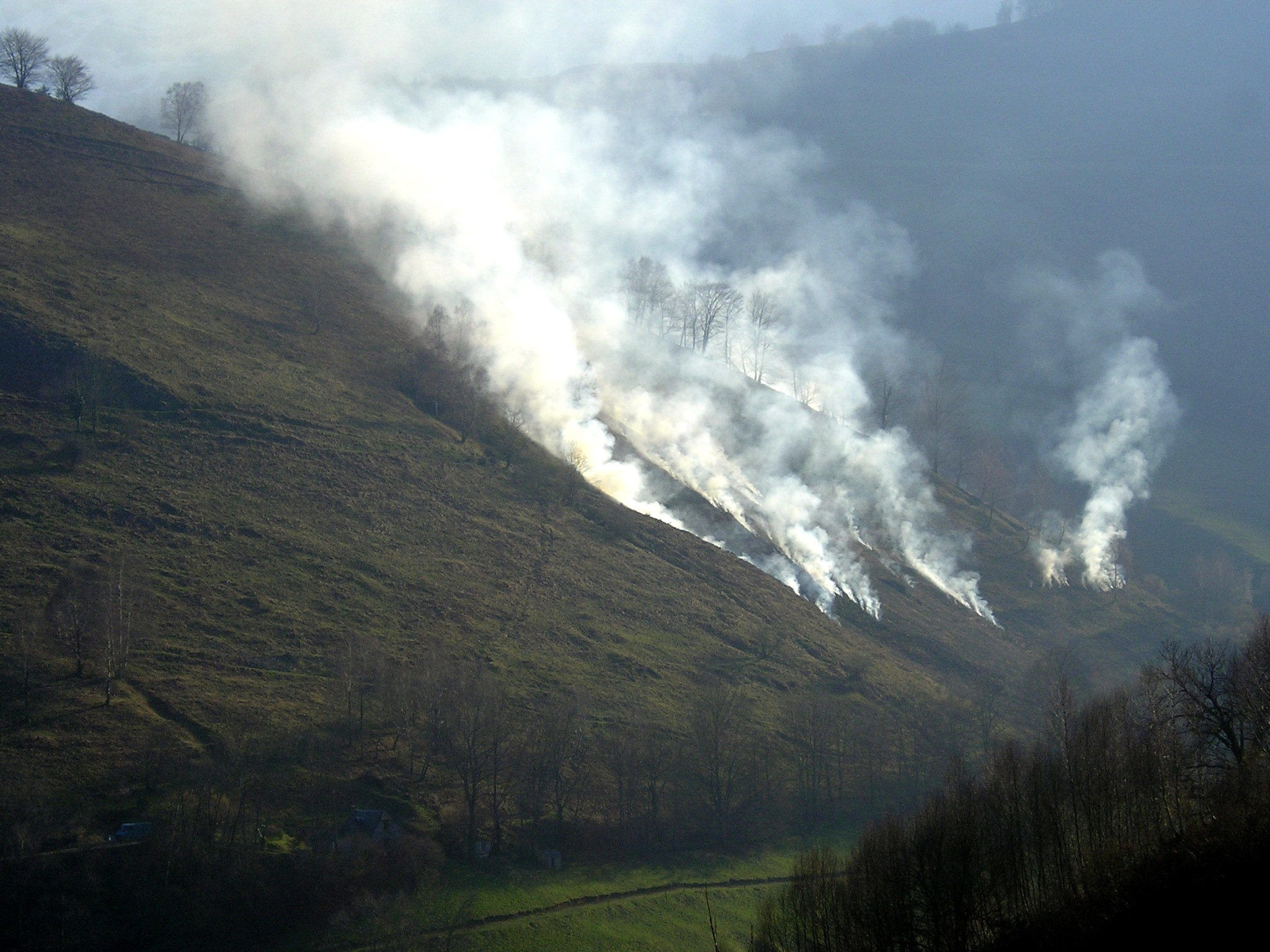
Écobuage dans les Hautes-Pyrénées, en France.

En revanche, la technique de l'écobuage comporte certains risques :
- simplement utilisé, l'écobuage gêne la protection et le repeuplement du gibier[11] ;
- l'écobuage détruit une partie de la biodiversité, incapable de fuir (mollusques, insectes lents, larves, etc) ;
- l'écobuage, surtout s'il est répété tous les ans, peut porter atteinte au maintien de l'équilibre biologique ;
- mal utilisé, l'écobuage dégrade les sols ;
- en contexte d'eutrophisation aéroportée, l'écobuage favorise l'invasivité de certaines plantes, dont certaines produisent alors des phénotypes riches en silice qui les rendent moins appétentes pour les moutons ou d'autres herbivores, ce qui peut leur conférer un caractère invasif[12] ;
- mal maîtrisé, l'écobuage dégénère en incendie qui peut s'étendre à des milieux sensibles, habités, voire entraîner des effets domino sur des installations industrielles voisines ;
- l'écobuage peut entraîner une pollution par émission de dioxines, de furanes (notamment en contexte salin, près de la mer ou sur sol salinisé), de divers goudrons et de particules fines dans certaines configurations météorologiques[13]. ATMO Auvergne-Rhône-Alpes indique que « brûler 50 kg de végétaux émet autant de particules qu’une voiture à moteur Diesel récente qui parcourt 13000 km »[14].

Il faut attendre un temps minimum avant de laisser paître le bétail, de crainte de retrouver des polluants organiques dans la viande ou le lait. Les apiculteurs de montagne notent une diminution de la diversité de fleurs dans les zones écobuées.
Consécutivement à l'abandon de nombreuses surfaces autrefois mises en culture et qui depuis ont été envahies par les broussailles, l'écobuage n'est plus désormais l'outil exclusif du pastoralisme : il est également utilisé dans un but écologique et de gestion de l'environnement, pour la réouverture des espaces là où les (grands) herbivores ont disparu et où le paysage évolue vers un maquis ou une forêt homogène.

## Dans le monde
Les agriculteurs de nombreux pays ont abandonné l'écobuage. Mais dans quelques régions du monde, souvent pauvres et très peuplées, en Chine et dans le nord-ouest de l'Inde notamment, ils continuent à l'utiliser (brûlage des pailles de riz...), voire l'utilisent de plus en plus (ou n'arrivent plus à contrôler les incendies agricoles qui dans les années 2000 augmentent (en Inde notamment). Ces brûlages sont une source de pollution de l'air des milieux ruraux, de courtes durées, mais significatives. La Chine et l'Inde ont édicté des réglementations pour limiter les incendies agricoles qu'ils génèrent, mais pour l'instant cette législation est peu efficace dans des régions où les agriculteurs estiment manquer de solutions de remplacement ou des moyens financier de les mettre en œuvre. Des études ont porté sur la rentabilisation des pratiques alternatives, les incertitudes qui subsistent dans ces contextes, et proposent des méthodes pour diffuser ces alternatives.

## Écobuage en France

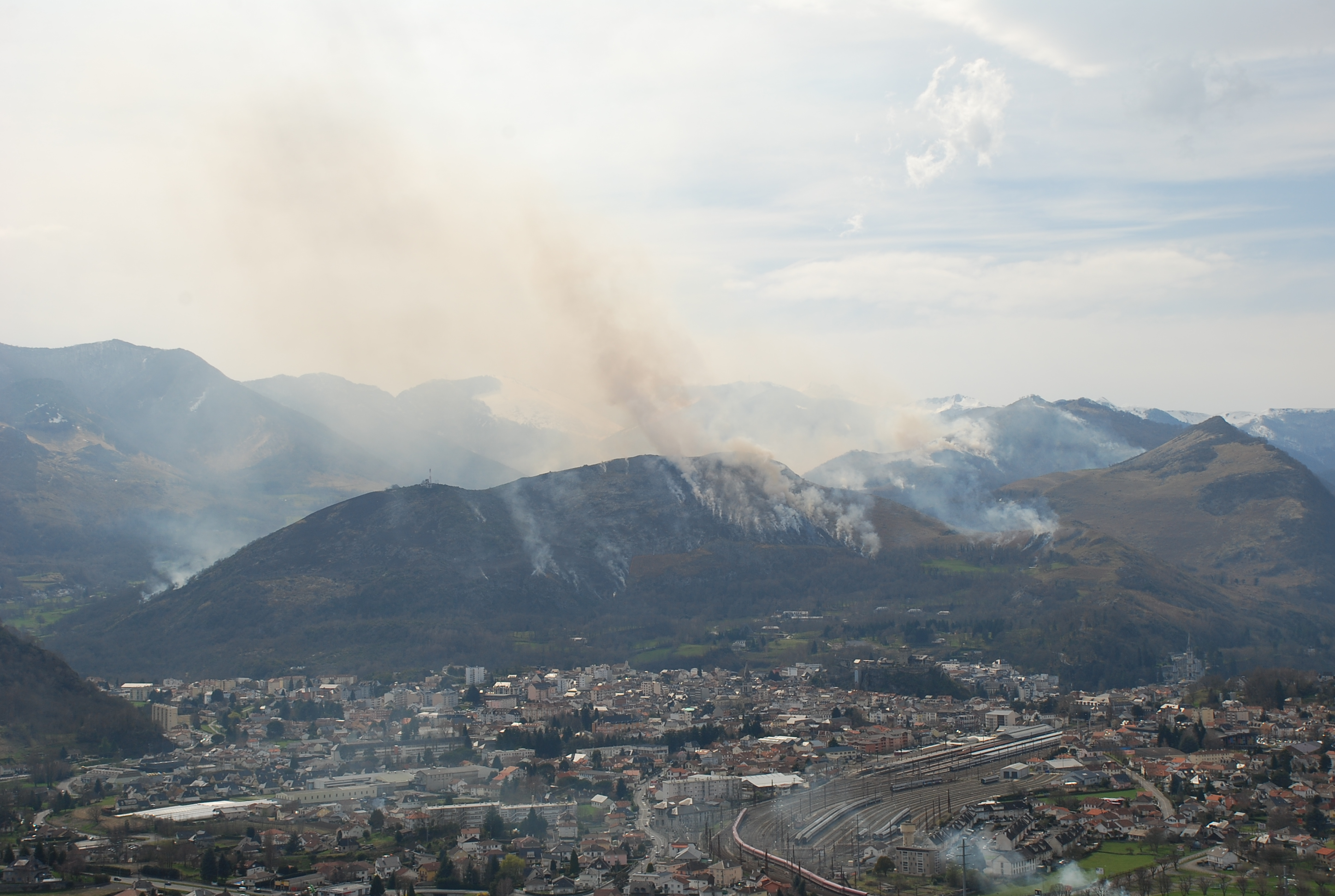
Brûlage pastoral ou écobuage sur le Béout, à Lourdes, Hautes-Pyrénées, France.

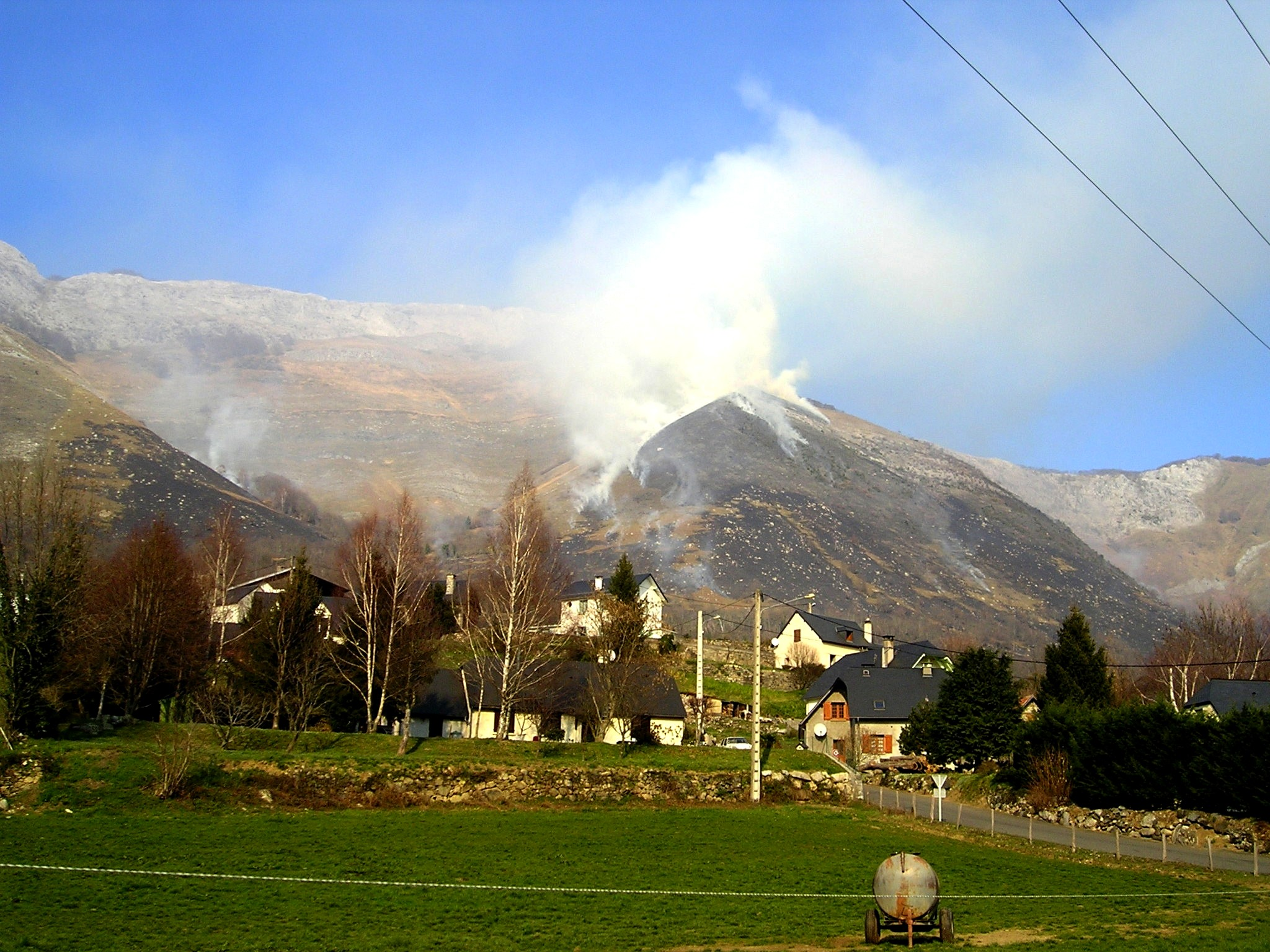
L'écobuage est souvent assimilé, par méconnaissance, à un incendie - Écobuage de grande ampleur dans les Hautes-Pyrénées, en France.

En France, l'écobuage est pratiqué principalement dans les zones montagneuses ou accidentées où il persiste depuis des siècles. Par le passé il s'accompagnait parfois d'une fête, comme en témoigne Victor-Eugène Ardouin-Dumazet en 1910 dans les Montagnes Noires, « parents et amis conviés par le propriétaire découpaient en mottes la couche superficielle revêtue de bruyère et d'ajonc ; on faisait des tas auxquels on mettait le feu. Lorsque les amas efflammés répandaient leur âcre fumée, les invités se livraient à des réjouissances. 
Bien que l'étymologie du nom Pyrénées soit soumise à diverses interprétations, elle pourrait signifier « montagnes en feu  » (du grec ancien πῦρ / pŷr, « feu ») selon un récit de Diodore de Sicile (Ier siècle av. J.-C.). Ce massif est un témoin de cette pratique séculaire qui a profondément modelé les paysages sans appauvrir la nature qui est particulièrement riche en espèces endémiques ou protégées. L'écobuage y est pratiqué généralement sur un sol relativement froid, pendant la saison de repos de la végétation. Ainsi ses conséquences sur les milieux vivants sont radicalement différentes de celles observées sur un incendie d'été. 
Cristallisant l'opposition entre l'agriculture et le monde de l'élevage d'une part et celui de la forêt d'autre part, la pratique de l'écobuage a connu des périodes allant de l'autorisation sans réserve à l'interdiction complète. Par exemple, à l'époque de la Révolution française, l'abolition des privilèges et la loi de 1793 sur le partage des biens communaux ont déclenché une reprise des défrichements de bois et forêts, parfois incendiées pour en vendre la cendre. Ainsi, en 1804 le préfet du département des Deux-Sèvres, Dupin écrivait « L'écobuage détruit tous les principes de la végétation et la terre écobuée... tombe dans la classe des terres ruinées et stériles ; il est même de vastes communes qui sont entièrement dépourvues de bois. Les forêts du nord du département sont généralement dévastées ».
L'écobuage est en France aujourd'hui réglementé et fait l'objet d'arrêtés préfectoraux fixant les périodes d'autorisation, la procédure de déclaration préalable ainsi que les conditions de sécurité à respecter. Les sanctions financières pour un écobuage illégal peuvent être appliquées par exemple en Lozère : dans un premier temps, ce sera un rappel à la loi et une amende forfaitaire de 135 €. Cela pourra aussi aller, si les dégâts sont importants, à des amendes de 200 à 300 €. Enfin, pour ceux qui engendreront de graves préjudices, les amendes pourront aller jusqu'à plusieurs milliers d'euros assortis de peine de prison.
Bien qu'un équilibre réglementaire semble généralement avoir été trouvé, la pratique est cependant menacée par une perte progressive du savoir-faire due à la conjonction de plusieurs facteurs tels que notamment la crise de l'élevage, la crainte des conséquences et des poursuites en cas de débordement, les tensions fréquentes avec l'opinion qui, par méconnaissance, associe souvent les pratiquants de l'écobuage à des incendiaires.  
Conscients de l'intérêt d'une pratique raisonnée de l'écobuage, certains départements mènent depuis plusieurs années des politiques d'accompagnement visant à faciliter la réalisation des travaux dans des conditions de sécurité améliorées. Ces actions portent sur la formation, la mise en commun des savoirs et des ressources, des aides financières ou plus exceptionnellement la mise à disposition d'un service de sécurité, voire la réalisation des chantiers par des équipes spécialisées. Dans les Pyrénées, ces politiques s'appuient généralement sur la mise en place de commissions locales d'écobuage.

## Brûlage dirigé comme outil de gestion forestière
En France le code forestier organise désormais la pratique du brûlage pastoral, discipline voisine de celle de l'écobuage, pratiquée cette fois par l'État, les collectivités territoriales ou leurs mandataires (tels que notamment le Service départemental d'incendie et de secours ou l’Office national des forêts), dans un but de Défense des Forêts Contre l'Incendie (DFCI), au moyen de personnels spécifiquement formés et entraînés.